# Maria z Hesji
Maria Wiktoria Feodora Leopoldyna  „Maja” z Hesji właśc. Marie Viktoria Feodore Leopoldine „May” von Hessen (ur. 24 maja 1874 w Darmstadt, zm. 16 listopada 1878 tamże) – niemiecka księżniczka Hesji i Nadrenii, wnuczka królowej Wiktorii.

## Życiorys
Maria Wiktoria z Hesji urodziła się 24 maja 1874 jako najmłodsze dziecko wielkiego księcia Hesji Ludwika IV i księżnej Alicji Koburg, a jej starszym rodzeństwem byli Wiktoria (1863-1950), Elżbieta (1864-1918), Irena (1866-1953), Ernest Ludwik (1868-1937), Alicja (1872-1918) i Fryderyk (1870-1873). Zmarła 16 listopada 1878 roku na błonicę i jest pochowana wraz z matką w mauzoleum.